# Helmut Lent
Helmut Lent est un « as » de l’aviation allemande pendant la Seconde Guerre mondiale, né le 13 juin 1918 à Pyrehne (aujourd’hui en Pologne) et mort le 7 octobre 1944 à Paderborn (Allemagne). Il fait partie du cercle très restreint des vingt-sept militaires décorés de la croix de chevalier de la croix de fer avec feuilles de chêne, glaives et brillants.
Faisant partie de la chasse de nuit de la Luftwaffe, il combattit exclusivement sur des bimoteurs, principalement le Messerschmitt Bf 110.

## Biographie

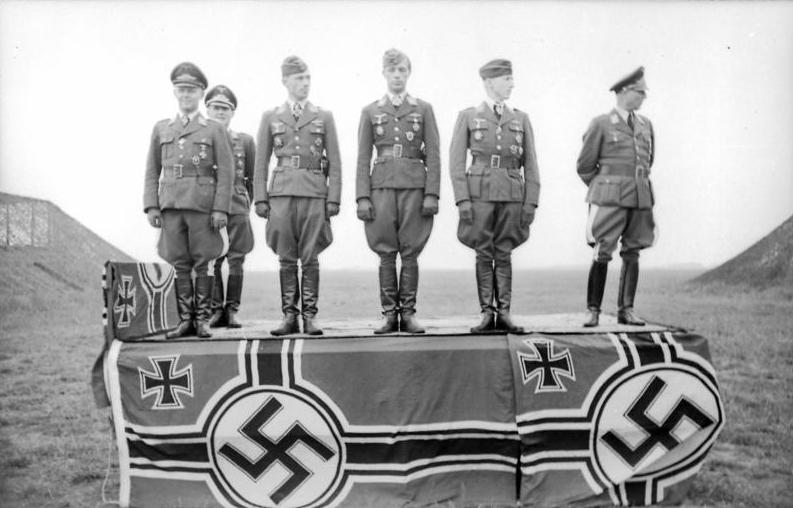
Cérémonie de remise de décorations le 21 juin 1942 en France en présence du Generalleutnant Josef Kammhuber (le 1er à gauche) ; Lent reçoit à cette occasion sa croix de chevalier de la croix de fer avec feuilles de chêne (il est le 3e à partir de la gauche).

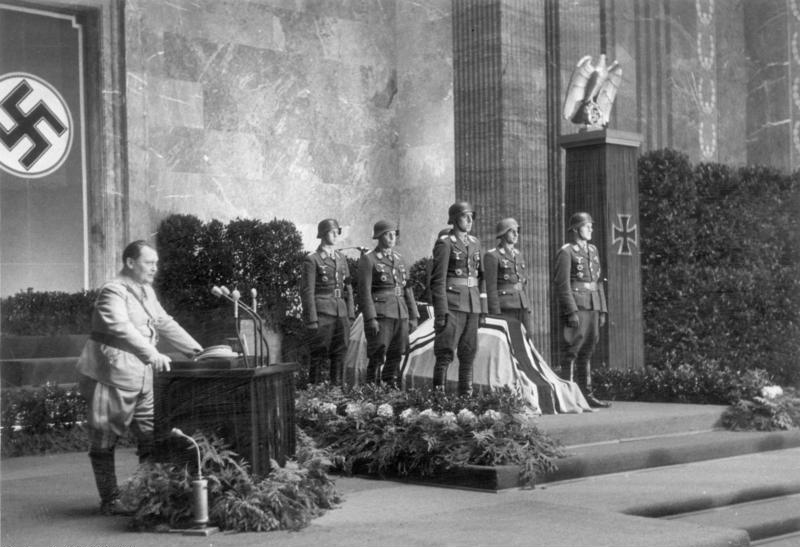
Funérailles officielles de Helmut Lent ; à gauche derrière le pupitre Göring prononce l'éloge funèbre.

Helmut Lent est officiellement crédité de 110 victoires en 507 vols. Le total comprend les 103 victoires en combat nocturnes, durant laquelle il a détruit cinquante-neuf bombardiers quadrimoteurs et un Mosquito, entre autres types.
Il meurt lors d'un vol de routine à la suite d’un incident de moteur à l'atterrissage, ce qui occasionne l’accrochage d’une ligne à haute tension et la chute de l’appareil qui s'enflamme.
Il est promu Oberst à titre posthume.

### Décorations
- Insigne de pilote (15 novembre 1937)[2]
- Médaille des Sudètes[3]
- Insigne de Narvik (30 janvier 1941)[2],[4]
- Insigne des blessés (1939) :
  - en noir (14 juillet 1941)[5]
  - en argent (22 décembre 1943[4],[6]
- Croix de fer (1939) :
  - 2e classe (21 septembre 1939)[7]
  - 1re classe (11 mai 1940)[7]
- Ehrenpokal der Luftwaffe (26 juin 1941)[8]
- Insigne de combat de la Luftwaffe :
  - de bombardement en or[4]
  - de chasse nocturne en or avec fanion "300"[4]
- Insigne de pilote-observateur en Or avec diamants
- Croix allemande en or le 9 avril 1942 en tant que Hauptmann de la II./NJG 2[9]
- Croix de chevalier de la croix de fer avec feuilles de chêne, glaives et brillants :
  - Croix de chevalier le 30 août 1941 en tant que Oberleutnant et Staffelkapitän de la 4./NJG 1[10],[d]
  - 98e feuilles de chêne le 6 juin 1942 en tant que Hauptmann et Gruppenkommandeur de la II./NJG 2[11],[12]
  - 32e glaives le 2 août 1943 en tant que Major et Gruppenkommandeur de la IV./NJG 1[11],[13]
  - 15e diamants le 31 juillet 1944 en tant que Oberstleutnant et Geschwaderkommodore de la NJG 3[11],[14]
- Mentionné six fois dans la revue Wehrmachtbericht

### Résumé de carrière militaire
- 1er avril 1936 : Fahnenjunker (cadet)
- 1er avril 1937 : Fähnrich
- 1er février 1938 : Oberfähnrich
- 1er mars 1938 : Leutnant
- 1er juillet 1940 : Oberleutnant
- 1er janvier 1942 : Hauptmann
- 1er janvier 1943 : Major
- 1er mars 1944 : Oberstleutnant
- À titre posthume : Oberst